# Oblys d'Aktioubé

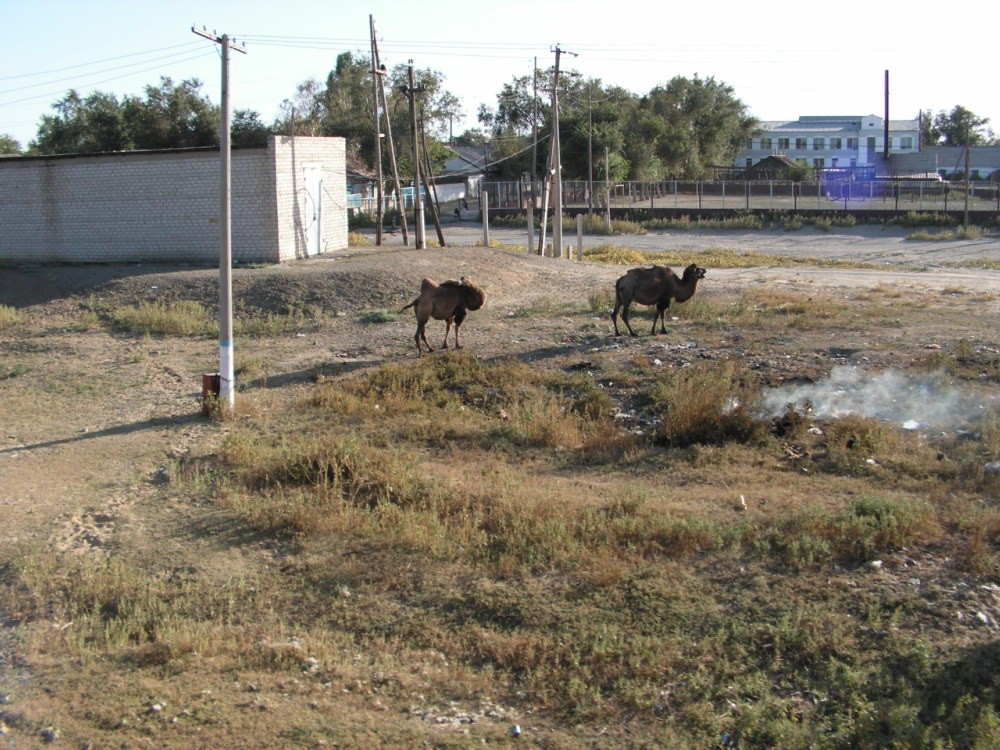
Chameaux à Chalkar en septembre 2007

L'oblys d'Aktioubé (kazakh : Ақтөбе облысы) est une région administrative du Kazakhstan.

## Divisions administrative

### Districts
| District              | Chef-lieu    |
| --------------------- | ------------ |
| District d'Alga       | Alga         |
| District d'Ayteke Bi  | Komsomol     |
| District de Bayganin  | Karauilkeldy |
| District de Kargaly   | Badamsha     |
| District de Kobda     | Kobda        |
| District de Khromtaou | Khromtaou    |
| District de Martuk    | Martouk      |
| District de Mugaljar  | Kandyagach   |
| District d'Oiyl       | Oiyl         |
| District de Chalkar   | Chalkar      |
| District de Temir     | Temir        |
| District d'Yrgyz      | Yrgyz        |

### Villes
| Ville    |
| -------- |
| Aktioubé |